# Покемон
„Покемон“ (на английски: Pokémon) е мултимилионна продукция, контролирана от The Pokémon Company – японски консорциум между Нинтендо, Game Freak и Creatures. Създадена е от Сатоши Таджири през 1995 г. В началото „Покемон“ е видеоигра за GameBoy, която се превръща в мания по целия свят. Появява се аниме, манга, карти за игра, играчки, книги и други забавления, свързани с Покемоните. Покемоните са малки същества със специални сили и атаки. Към момента има общо 1008 Покемона. 

## В други медии

### Аниме
В анимационния сериал главен герой е Аш Кечъм. Историята на Аш започва, когато е на 10. Иска да стане треньор на покемони, но се успива и така получава последния останал покемон – Пикачу. Аш намира и двама приятели по пътя си – Брок, от когото печели първата си значка, и Мисти, която тръгва с него, защото ѝ чупи колелото.

## В България
В България излъчването започва през ноември 2001 всяка събота и неделя по Нова телевизия до средата на 2004, като дублажът е синхронизиран. Въпреки че Нова го излъчват цели три години, сериите са дублирани до средата на втори сезон (до 25 епизод) и след това се повтарят. От лятото на 2006 започва по Евроком и Детска кабелна телевизия Евроком (ДКТЕ), (от юни 2008 - E-Kids). Продължава от втори сезон, като първият излъчен епизод е 26. След това подължава с трети, четвърти и пети сезон (до 52-ри епизод) (т.нар. Джото сага) по Евроком, всеки делничен ден от 09:30.
В дублажа за Нова ролите се озвучават от Живка Донева, Петя Абаджиева, Даринка Митова, Весела Хаджиниколова, Ася Братанова, Георги Тодоров, Александър Воронов, Янко Лозанов, Кирил Бояджиев, Стефан Стефанов и други. Българската версия на началната песен се изпълнява от Юксел Ахмедов и вокална група „Индиго“. В дублажа за Евроком ролите се озвучават от Живка Донева, Даринка Митова, Георги Тодоров и Александър Воронов. Дублажът и за двете телевизии е на студио „Доли“. В няколко епизода Донева не участва и ролите ѝ са поети от Митова. В няколко епизода Воронов не участва и ролите му са поети от Тодоров. В няколко епизода Тодоров не участва и ролите му са поети от Воронов.
През декември 2008 г. започва десети сезон „Диамант и перла“ по Jetix. През март 2009 г. започва 11-и сезон „Бойно измерение“. На 1 март 2010 г. започва повторно излъчване на „Бойно измерение“ по Disney Channel всеки делничен ден от 10:35 и 15:40. Дублажът е на студио „Медиа Линк“. Ролите се озвучават от Петя Абаджиева, Александър Воронов, Живко Джуранов и Живка Донева.
От 5 юли се излъчва 12-и сезон „Галактически битки“ по Disney Channel, като дублажът е синхронен на студио Александра аудио. Ролите се озвучават от Живко Джуранов, Живка Донева, Анислав Лазаров, Петя Абаджиева, Явор Гигов, Елена Бойчева и други.
На 24 март 2014 г. започва повторно излъчване по Евроком и EKids с дублажа на студио „Доли“, всеки делничен ден от 07:00 с повторение от 19:30. По-късно е преместено от 20:30 и повторение в 12:30.

## Свързани продукции
- „Покемон: Първият филм“ (Pokémon: The First Movie) – японски анимационен филм от 1998 г., режисиран от Кунихико Юяма; първият пълнометражен филм от поредицата
- „Покемон 2000: Филмът“ (Pokémon: The Movie 2000) – японски анимационен филм от 1999 г., режисиран от Кунихико Юяма; вторият пълнометражен филм от поредицата
- „Покемон 3: Филмът“ (Pokémon 3: The Movie: Entei – Spell of the Unown) – японски анимационен филм от 2000 г., режисиран от Кунихико Юяма; третият пълнометражен филм от поредицата
- Покемон Слънце и Луна – две ролеви видеоигри, излeзли през ноември 2016 г.
- „Покемон: Детектив Пикачу“ (Pokémon Detective Pikachu) – фентъзи от 2019 г. на режисьора Роб Летърман